# Oclemena nemoralis
Aster des tourbières
Espèce
Synonymes
- Aster ledifolius Pursh[1]
- Aster nemoralis Ait.[2]
- Aster nemoralis Dryand. ex Aiton[1]
- Aster uniflorus Michx.[1]
- Eucephalus nemoralis (dryand ex Aiton) Greene[1]
- Galatella nemoralis (Dryand. ex Aiton) Nees[1]

Oclemena nemoralis est une espèce de plantes à fleurs de la famille des Asteraceae.